# Bitka pri Brumathu
Bitka pri Brumathu leta 356 n. št. je bila del pohodov rimskega cesarja Julijana proti germanskim plemenom. Po bitki pri Reimsu so Julijanove sile zasledovale več germanskih bojnih skupin po galskem podeželju. Zunaj Brocomagusa (Brumath) se je ena bojna skupina srečala z Julijanom v odprtem boju in Rimljani so zmagali.
Ko je torej slišal, da so Strasburg, Brumath, Saverne, Seltz, Speyer, Worms in Mayence v rokah divjakov, ki so živeli na njihovih zemljiščih (saj se mest samih izogibajo, kot da bi bila grobnice, obdane z mrežami), je najprej zavzel Brumath, toda ko se mu je še približeval, ga je srečala skupina Germanov in ponudila boj. Julijan je svoje sile razporedil v obliki polmeseca in ko se je boj začel zaostrovati, je sovražnika preplavila dvojna nevarnost; nekateri so bili ujeti, drugi ubiti v samem žaru bitke, ostali pa so se rešili s pomočjo hitrosti.
Čeprav žrtev ni bilo veliko, je bil germanski poraz dovolj velik, da je imel odvračilni učinek na druge plemenske skupine na tem območju in je delno vzpostavil red.
Po Brumathu je Julijan ponovno zasedel Köln (Colonia Claudia Ara Agrippinensium) in se nato odpravil v zimsko bivališče v Senonae, sodobni Sens, kjer so ga oblegale alemanske sile.